# Telioneura rosada
Telioneura rosada là một loài bướm đêm thuộc phân họ Arctiinae, họ Erebidae.